# Госьцешовіце
Госьцешовіце (пол. Gościeszowice) — село в Польщі, у гміні Негославиці Жаганського повіту Любуського воєводства.
Населення — 860 осіб (2011).
У 1975-1998 роках село належало до Зеленогурського воєводства.

## Демографія
Демографічна структура станом на 31 березня 2011 року:
|          | Загалом | Допрацездатний вік | Працездатний вік | Постпрацездатний вік |
| -------- | ------- | ------------------ | ---------------- | -------------------- |
| Чоловіки | 445     | 94                 | 309              | 42                   |
| Жінки    | 415     | 76                 | 243              | 96                   |
| Разом    | 860     | 170                | 552              | 138                  |